# کرام

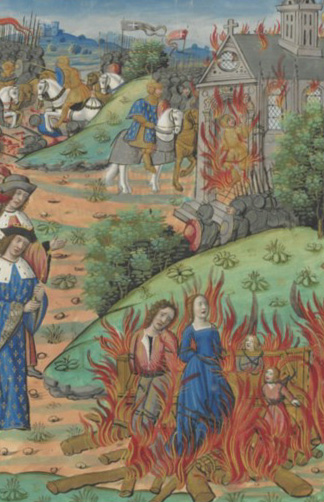
سوزانده‌شدن کرام همراه با همسر و فرزندانش در آتش (گیوم کرتان، پس از ۱۵۱۵)

کرام یا کرامن (به فرانسوی: Chramn یا Chramne که در زبان فرانکی باستان به معنای غراب است) (مرگ ۵۶۱) پسر کلوتار یکم، پادشاه فرانک‌ها از پنجمین همسرش شونسینا بود.
کرام چندین نوبت علیه پدرش سر به شورش برداشت تا آنکه به‌دنبال یکی از این شورش‌ها، همراه با همسر و فرزندانش به دربار شاناو، فرمانروای بریتانی گریخت. کلوتار که در تعقیب او بود وارد نبردی پیروزمندانه با نیروهای متحد کرام و شاناو شد. فرماندهٔ سپاهیان که از بریتون‌ها بود در این نبرد کشته شد و کرام، علی‌رغم آنکه می‌توانست از راه دریا بگریزد با به تأخیرانداختن فرار خود به‌دلیل نگرانی از امنیت همسر و فرزندانش دستگیر شد. کلوتار فرمان به سوزانده‌شدن کرام و خانواده‌اش در آتش داد، با وجود این کرام را پیش از سوزاندن خفه‌کردند و سپس جسد او را همراه با همسر و فرزندانش در آتش سوزاندند.
این اتفاق در سال ۵۶۱ روی داد و گفته می‌شود که کلوتار پس از آن دچار پشیمانی و عذاب وجدان شد و در همان سال مُرد.